# David Květoň
David Květoň (* 3. Januar 1988 in Nový Jičín, Tschechoslowakei) ist ein tschechischer Eishockeyspieler, der seit 2022 erneut beim TJ Nový Jičín in der drittklassigen tschechischen 2. Liga auf dem Eis steht.

## Karriere
David Květoň begann seine Karriere in seiner Heimatstadt beim TJ Nový Jičín, wo er die Nachwuchsmannschaften durchlief. Ab 2003 lief er parallel für die U18- und U20-Juniorenmannschaft von Vsetínská hokejová in der jeweiligen Spielklasse auf. Zudem debütierte er während der Saison 2003/04 für das Profiteam des Clubs in der Extraliga. In der folgenden Saison absolvierte er sechs Extraliga-Partien für Vsetín, wobei ihm sein erstes Tor in der Extraliga gelang, sieben Einsätze für seinen Heimatverein in der 2. Liga und kam ansonsten bei den U20-Junioren Vsetíns zum Einsatz. Für diese erzielte er in 36 Partien 48 Scorerpunkte in der Hauptrunde und elf Punkte in acht Playoff-Spielen.

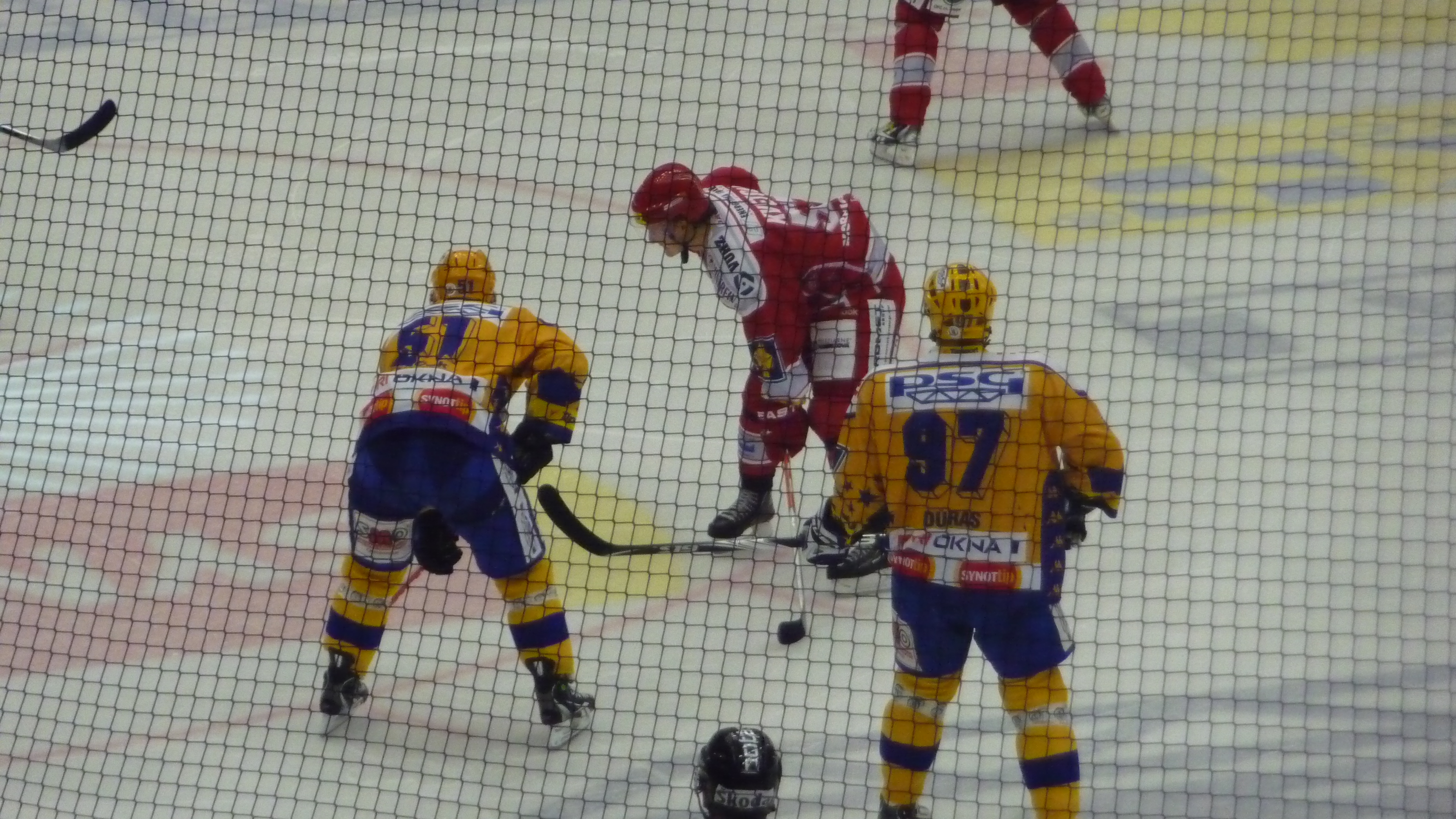
David Květoň (Bildmitte) beim Bully, 1. Oktober 2010

Die gezeigten Leistungen halfen ihm, in der Saison 2005/06 einen festen Platz im Profikader von Vsetínská hokejová zu erhalten. In insgesamt 48 Partien sammelte Květoň, der erst Mitte der Spielzeit 18 Jahre alt wurde, zwölf Scorerpunkte. Aufgrund dieser Leistungen und seines Auftrittes bei den U18-Junioren-Weltmeisterschaften 2006 wurde er auch für die Franchises der National Hockey League interessant und wurde beim NHL Entry Draft 2006 an 104. Stelle von den New York Rangers ausgewählt. Er blieb jedoch noch einige Monate in Vsetín, ehe er nach Nordamerika zu den Olympiques de Gatineau in die Ligue de hockey junior majeur du Québec wechselte. Diese hatten ihn beim CHL Import Draft 2006 an insgesamt 13. Position gezogen. Bei den Olympiques zeigte er gute Leistungen, konnte sich aber während des Trainingslagers der Rangers im Sommer 2007 für keinen Vertrag empfehlen und kehrte nach Tschechien zurück. Dort wurde er vom HC Oceláři Třinec verpflichtet, für den er seither spielt. Neben Kapitän Jan Peterek entwickelte er sich zu einem Führungsspieler des Teams. In der Saison 2008/09 erzielte er in 51 Partien 49 Scorerpunkte, in der folgenden Spielzeit insgesamt 37 Punkte.
Am Ende der Saison 2010/11 erreichte Květoň mit seinem Team das Playoff-Finale, in dem die Stahlkumpel den HC Vítkovice Steel mit 4:1 Siegen bezwangen und damit den ersten Meistertitel der Vereinsgeschichte gewannen. Zu diesem Erfolg trug Květoň 19 Scorerpunkte in 18 Playoff-Spielen bei.
Im Juli 2013 wurde Květoň von Kärpät Oulu aus der SM-liiga verpflichtet, kehrte aber schon im Oktober des gleichen Jahres nach Třinec zurück, wo er die Saison beendete. Nach einigen Spielen für den BK Mladá Boleslav wechselte er im Oktober 2014 zu den zweitklassigen Piráti Chomutov, mit denen er 2015 in die Extraliga aufstieg. 2016 wechselte er zum HC Vítkovice, für den er drei Jahre spielte. Nachdem er die Spielzeit 2019/20 vorwiegend beim HC Košice und dem zweitklassigen HC Frýdek-Místek verbracht hatte, bekam er keinen Profivertrag mehr. Seit Februar 2022 steht er bei seinem Jugendverein TJ Nový Jičín in der drittklassigen tschechischen 2. Liga auf dem Eis. 2024 wurde er für das All-Star-Game der 2. Liga nominiert.

### International
David Květoň vertrat sein Heimatland bisher bei vier Weltmeisterschaften, den U18-Junioren-Weltmeisterschaften 2005 und  2006 sowie den  U20-Junioren-Weltmeisterschaften 2007 und  2008. Dabei gewann er 2006 die Bronzemedaille bei der U18-Junioren-Weltmeisterschaft.
Von 2008 bis 2011 erhielt er regelmäßig Nominierungen für das tschechische Herrennationalteam und absolvierte dabei 18 Länderspiele, wurde aber nicht für Weltmeisterschaften oder andere Großereignisse aufgeboten.

## Erfolge und Auszeichnungen
- 2006 Bronzemedaille bei der U18-Junioren-Weltmeisterschaft
- 2011 Tschechischer Meister mit dem HC Oceláři Třinec
- 2015 Meister der 1. Liga und Aufstieg in die Extraliga mit den Piráti Chomutov
- 2024 All-Star-Game der 2. Liga

## Karrierestatistik

### International
Vertrat Tschechien bei:
- U18-Junioren-Weltmeisterschaft 2005
- U18-Junioren-Weltmeisterschaft 2006
- U20-Junioren-Weltmeisterschaft 2007
- U20-Junioren-Weltmeisterschaft 2008

(Legende zur Spielerstatistik: Sp oder GP = absolvierte Spiele; T oder G = erzielte Tore; V oder A = erzielte Assists; Pkt oder Pts = erzielte Scorerpunkte; SM oder PIM = erhaltene Strafminuten; +/− = Plus/Minus-Bilanz; PP = erzielte Überzahltore; SH = erzielte Unterzahltore; GW = erzielte Siegtore; 1 Play-downs/Relegation; Kursiv: Statistik nicht vollständig)